# Inima cometei
Inima cometei (1986) (în engleză Heart of the Comet) este un roman science fiction scris de David Brin și Gregory Benford, care relatează povestea unei călătorii către cometa Halley. Publicarea cărții a coincis cu apropierea cometei de Pământ în 1986.

## Considerații generale
Un exemplu de hard science fiction, narațiunea se dorește plauzibilă din punct de vedere științific. Sunt prezentate probleme sociale și politice care privesc rasismul și diaspora, precum și argumente sociale referitoare la probleme de genul ingineriei genetice și clonării, sau explorarea unor subiecte filozofice cum sunt nemurirea și transumanismul.
Deși romanul e scris la persoana a treia, perspectiva alternează între trei personaje principale, "spațialul" Carl Osborn, programatorul de computere Virginia Herbert și doctorul și geneticianul Saul Lintz.

## Intriga
Cartea relatează povestea unei expediții începute în anul 2061, a cărei misiune este interceptarea cometei Halley pentru exploatarea resurselor ei. Descoperirea vieții pe cometă și lupta ulterioară pentru supraviețuire în fața formelor de viață indigene și a bolilor și infecțiilor cauzate de acestea duc la destrămarea echipajului și la apariția facțiunilor bazate pe convingeri politice, naționalitate și diferențe genetice între oamenii îmbunătățiți genetic (percelli) și cei nemodificați (orto). Pe lângă aceste lupte intestine, misiunea este respinsă ulterior de Pământ din teama contaminării cu forme de viață de pe cometă, intenționându-se chiar distrugerea obiectului cosmic și a celor care îl locuiesc.
În cele din urmă, membrii misiunii acceptă faptul că nu vor mai putea reveni vreodată pe Pământ și creează o nouă biosferă în inima cometei, sau, în unele cazuri, evoluează la nivelul unor organisme simbiote cu formele de viață de pe Halley.
În afara acestui fir narativ, există o serie de intrigi secundare, printre care triunghiul amoros dintre cele trei personaje principale, căutarea nemuririi de către Saul prin intermediul auto-clonării și dezvoltarea de către Virginia a computerului stohastic bio-organic JonVon, în care Saul ajunge să își transfere conștiința înaintea morții cerebrale care survine unui accident.

## Similarități cu alte opere
Ideea călătoriei pe o cometă a mai fost tratată, cu mai bine de un secol înainte, de către autorul francez Jules Verne, în romanul Hector Servadac. Dacă acel roman se dorea mai mult o "călătorie extraordinară" în sistemul solar despre care se știau destul de puține la acea dată, în cartea de față accentul este pus pe extrapolarea cunoștințelor științifice existente la data scrierii ei.
Descrierea multora dintre interacțiunile cu JonVon, precum și transferul final al conștiinței prezintă similarități cu descrierea matricii din romanul lui William Gibson Neuromantul.

## Personaje
| - Carl Osborn - spațial, percell - Virginia Kaninamanu Herbert - programator, percell - Saul Lintz - doctor și genetician, orto - Cometa Halley - Miguel Cruz-Mendoza - căpitan pe Edmund Halley, orto - Otis Sergeov - spațial de clasa a doua, percell - Joao Quiverian - astronom, orto - Lt. Col. Suleiman Ould-Harrad - spațial, orto - Lani Nguyen - spațial, orto - Jeffers - spațial, percell | - Akio Matsudo - doctor - Bethany Oakes - doctor - Nickolas Malenkov - doctor - Marguerite van/von Zoon - doctor - Jim Vidor - spațial - Ingersoll - percell - Linbarger - doctor, orto - Keoki Anuenue - tehnician medical, orto - Simon Percell - genetician - JonVon - personalitate computerizată inteligentă |

## Premii și nominalizări
În anul 1987, romanul a fost nominalizat la premiul Locus.